# Lautaro (nombre)
Lautaro es un nombre masculino de origen mapuche con dos posibles etimologías:
- la primera, de fonética casi idéntica, proviene de las palabras «law» ('calvo') y «traru» (traro ‘Caracara plancus’)[1]
- la segunda, de mayor aceptación, se identifica como una castellanización del mapudungún «lef-traru» o «lev-traru» (siendo lef: ‘rápido, veloz'): 'traro veloz'.[2]

## Origen

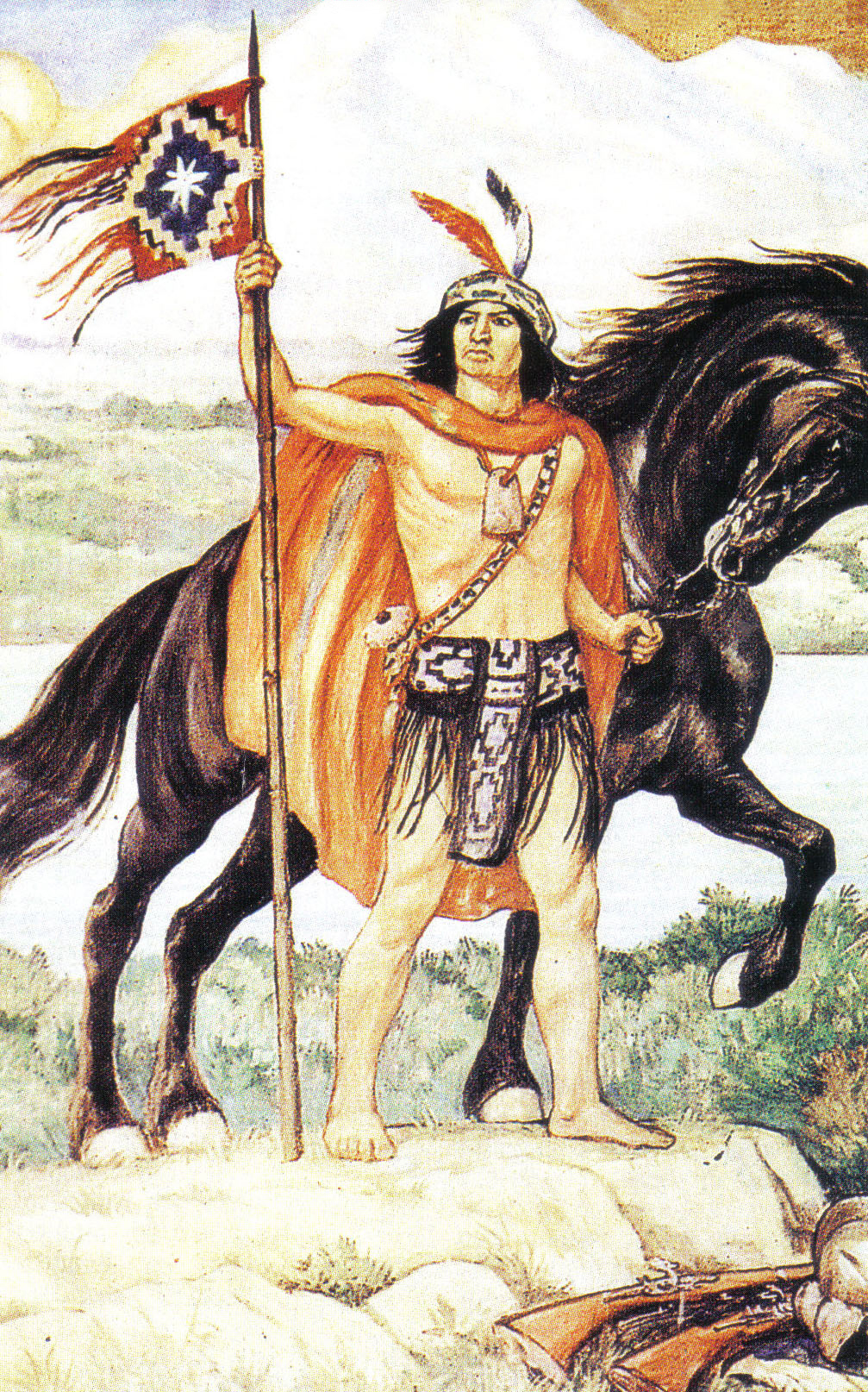
Representación de Lautaro, pintura de Pedro Subercaseaux.

El origen de este nombre se debe al libertador Leftraru, protagonista de la guerra de Arauco, más tarde el nombre fue castellanizado como Lautaro.

## Personajes con el nombre
- Lautaro Acosta, futbolista argentino
- Lautaro Mongelós, futbolista del CEMA
- Lautaro Carmona, diputado chileno
- Lautaro García, pintor, cantante y dramaturgo chileno
- Lautaro Martínez, futbolista argentino
- Lautaro Murúa, director de cine chileno-argentino
- Lautaro Parra, folclorista chileno
- Lautaro Ponce Arellano, médico chileno
- Lautaro Rodríguez, actor y cantante argentino
- Lautaro Rosas Andrade, marino, comerciante y político chileno
- Lautaro Vergara Osorio, diputado chileno
- Lautaro Yankas, novelista y cuentista chileno
- Pedro Lautaro Ferrer, político chileno